# Colo Colo FR
Colo Colo FR is een Braziliaanse voetbalclub uit Ilhéus in de staat Bahia.

## Geschiedenis
De club werd opgericht in 1948. In 1999 promoveerde de club naar de hoogste klasse van het staatskampioenschap. In 2006 won de club het kampioenschap na de finale te winnen van topclub Vitória. 

## Erelijst
Campeonato Baiano
2006